# Enrico Garozzo
Enrico Garozzo (n. 21 iunie 1989, Catania, Italia) este un scrimer italian specializat pe spadă. A fost laureat cu bronz mondial individual în 2014 și cu argint olimpic pe echipe în 2016.

## Carieră
A cucerit medalia de argint la Campionatul Mondial din 2006 pentru cadeți de la Taebaek. Doi ani mai târziu a devenit campion mondial la juniori în orașul copilăriei, Acireale.
La seniori, a câștigat prima sa medalie de Cupa Mondială în sezonul 2009–2010 cu un bronz la Grand Prix-ul de la Berna, urmat în sezonul 2011–2012 de un argint la Jockey Club Argentino. În sezonul următor, s-a clasat pe locul 3 la Heidenheimer Pokal și la Jocurile Mediteraneene din 2013 de la Mersin. A ajuns în sferturile de finale la Campionatul European din 2013 de la Zagreb, dar a fost învins de francezul Daniel Jerent, care a cucerit argintul în cele din urmă. În sezonul 2013–2014, a fost laureat cu argint la Grand Prix-ul de la Doha și a cucerit o medalie de bronz la Campionatul Mondial de la Kazan, după ce a pierdut în semifinale cu sud-coreeanul Park Kyoung-doo. A încheiat sezonul pe locul 5 în clasamentul mondial, cel mai bun din carieră.
Enrico este fratele cel mai mare floretistului Daniele Garozzo.

## Palmares
Clasamentul la Cupa Mondială
| An  | 2008 | 2009 | 2010 | 2011 | 2012 | 2013 | 2014 | 2015 |
| --- | ---- | ---- | ---- | ---- | ---- | ---- | ---- | ---- |
| Loc | 283  | 114  | 21   | 54   | 44   | 19   | 4    | 3    |

## Legături externe
- Materiale media legate de Enrico Garozzo la Wikimedia Commons
- en  Prezentare Arhivat în 24 septembrie 2015, la Wayback Machine. la Confederația Europeană de Scrimă
- en Enrico Garozzo la Olympedia.org